# Nashom Wooden
Nashom Benjamin Wooden (* 9. Oktober 1969 in Brooklyn, New York; † 23. März 2020 ebendort) war ein US-amerikanischer Sänger und Dragqueen.

## Leben und Wirken
Der Afroamerikaner wuchs in Brooklyn auf. Ab 1989 war er als Dragqueen unter dem Namen Mona Foot bekannt und ein wichtiges Mitglied der Schwulenszene der 1990er und frühen 2000er Jahre in New York.
Als Nashom Benjamin hatte er einen Auftritt in dem Film Makellos (1999) von Joel Schumacher, wo er an der Seite von Robert De Niro und Philip Seymour Hoffman die Rolle von Amazing Grace spielte.
Wooden war Mitglied und Sänger der Elektropopband „The Ones“, die aus Dragqueens bestand. Die Band hatte mit Flawless 1999 einen Hit, der Nummer 4 der Billboard-Charts wurde, Nummer 7 in Großbritannien und Nummer 2 der Charts in Belgien. George Michael lieh sich für den Song Flawless-Go to the City einige Verse aus dem Song.
Wooden litt schon seit vielen Jahren unter HIV, war aber medikamentös gut eingestellt. Er bekam ein paar Tage vor seinem Tod Atemschwierigkeiten und Fieber; die Ärzte ließen ihn in Heimquarantäne, wo er am 23. März 2020 an den Folgen einer SARS-CoV-2-Infektion starb und von einem Freund aufgefunden wurde.
Er wurde kremiert und auf dem Green-Wood Cemetery beigesetzt.